# Saint-Jean-le-Centenier
Saint-Jean-le-Centenier ist eine französische Gemeinde mit 868 Einwohnern (Stand 1. Januar 2022) im Département Ardèche.

## Geographie
Saint-Jean-le-Centenier liegt am Südrand des Plateau du Coiron zwischen Aubenas und Montélimar. Der Ort selbst befindet sich am Ufer des Flusses Claduègne, der über den Auzon zur Ardèche entwässert. Die Eisenbahnstrecke zwischen Vogüé und Le Teil tangiert die Ortschaft.

## Bevölkerungsentwicklung
| Jahr                       | 1962 | 1968 | 1975 | 1982 | 1990 | 1999 | 2006 | 2018 |
| -------------------------- | ---- | ---- | ---- | ---- | ---- | ---- | ---- | ---- |
| Einwohner                  | 518  | 565  | 507  | 544  | 508  | 573  | 626  | 814  |
| Quellen: Cassini und INSEE |      |      |      |      |      |      |      |      |

## Sehenswürdigkeiten
Die mittelalterlichen Felswohnungen der Balmes de Montbrun liegen auf dem Gebiet der Gemeinde.